# Síndrome de Fanconi
El síndrome de Fanconi es una enfermedad del riñón que se caracteriza por una alteración en los túbulos renales proximales que hace que se eliminen por la orina cantidades excesivas de varias sustancias: glucosa, fosfatos, bicarbonato y aminoácidos. Debe su nombre al pediatra suizo Guido Fanconi y no debe confundirse con la anemia de Fanconi que es una enfermedad totalmente diferente.

## Etiología
Puede ser de origen genético y transmitirse según un patrón autosómico recesivo, lo que significa que para que un individuo presente la enfermedad debe recibir una copia del gen anómalo de cada uno de sus dos progenitores. A veces no se presenta aisladamente, sino asociada a otras enfermedades también congénitas, como la cistinosis y la enfermedad de Wilson.
En otros casos es un trastorno adquirido. Las causas posibles son diversas: administración de fármacos como la 6-mercaptopurina, trasplante renal, intoxicación por metales pesados, amiloidosis o mieloma múltiple.

## Cuadro clínico
La alteración en los túbulos proximales renales hace que su función se deteriore y se eliminan por la orina cantidades altas de aminoácidos, bicarbonato, fosfatos y otras sustancias.
Los niños que presentan la forma congénita tienen síntomas desde muy pequeños, como hipofosfatemia (disminución de fosfatos en sangre), acidosis por eliminación excesiva de bicarbonato en la orina, glucosuria (eliminación de glucosa por la orina), hipocalcemia (disminución de calcio en sangre), retraso del crecimiento, raquitismo, polidipsia (ingesta excesiva de agua) y poliuria. La función renal se deteriora progresivamente y la enfermedad puede terminar en insuficiencia renal que precise hemodiálisis.
En la forma adquirida o del adulto, los trastornos metabólicos son similares y las manifestaciones óseas suelen ser de osteomalacia.